# Grænafell (kulle i Island, Västfjordarna)
Grænafell är en kulle i republiken Island. Den ligger i regionen Västfjordarna, 180 km nordväst om huvudstaden Reykjavík. Toppen på Grænafell är 535 meter över havet. Grænafell ingår i Sandfjöll.
Trakten runt Grænafell är nära nog obefolkad, med mindre än två invånare per kvadratkilometer. Närmaste större samhälle är Patreksfjörður, omkring 11 kilometer norr om Grænafell. Trakten runt Grænafell består i huvudsak av gräsmarker.